# يوهان بيستوريوس
يوهان بيستوريوس (بالألمانية: Johannes Pistorius der Jüngere)‏ (و. 1546 – 1608 م) هو مؤرخ، وعالم عقيدة، وطبيب ألماني، ولد في نيدا، توفي في فرايبورغ، عن عمر يناهز 62 عاماً.